# Колумбус (округ)
Округ Колу́мбус (Кола́мбус) (англ. Columbus County) располагается в штате Северная Каролина, США. Официально образован в 1808 году. По состоянию на 2010 год, численность населения составляла 58 098 человек.

## География
По данным Бюро переписи США, общая площадь округа равняется 2470,862 км², из которых 2426,832 км² суша и 44,03 км², или 1,76 %, это водоёмы.

## Население
По данным переписи населения 2000 года в округе проживает 54 749 жителей в составе 21 308 домашних хозяйств и 15 043 семей. Плотность населения составляет 23 человека на км². На территории округа насчитывается 24 668 жилых строений, при плотности застройки около 10 строений на км². Расовый состав населения: белые — 68,90 %, афроамериканцы — 23,10 %, коренные американцы (индейцы) — 5,10 %, азиаты — 0,20 %, гавайцы — 0,00 %, представители других рас — 4,70 %, представители двух или более рас — 0,60 %. Испаноязычные составляли 2,70 % населения независимо от расы.
В составе 31,50 % из общего числа домашних хозяйств проживают дети в возрасте до 18 лет, 50,80 % домашних хозяйств представляют собой супружеские пары проживающие вместе, 15,80 % домашних хозяйств представляют собой одиноких женщин без супруга, 29,40 % домашних хозяйств не имеют отношения к семьям, 26,50 % домашних хозяйств состоят из одного человека, 11,70 % домашних хозяйств состоят из престарелых (65 лет и старше), проживающих в одиночестве. Средний размер домашнего хозяйства составляет 2,50 человека, и средний размер семьи 3,01 человека.
Возрастной состав округа: 25,70 % моложе 18 лет, 8,70 % от 18 до 24, 27,40 % от 25 до 44, 24,40 % от 45 до 64 и 24,40 % от 65 и старше. Средний возраст жителя округа 37 лет. На каждые 100 женщин приходится 92,60 мужчин. На каждые 100 женщин старше 18 лет приходится 89,40 мужчин.
Средний доход на домохозяйство в округе составлял 27 659 долларов, на семью — 33 800 долларов Среднестатистический заработок мужчины был 28 494 доллара против 19 867 долларов для женщины. Доход на душу населения составлял 14 415 долларов. Около 17,60 % семей и 20,30 % общего населения находились ниже черты бедности, в том числе — 30,00 % молодёжи (тех, кому ещё не исполнилось 18 лет) и 25,50 % тех, кому было уже больше 65 лет.